# From the Sounds Inside
From the Sounds Inside è il primo album online di John Frusciante, pubblicato nel 2001. L'album è disponibile solamente in formato digitale ed è possibile scaricarlo dal sito ufficiale dell'artista.
Comprende materiale scartato e registrato durante il periodo di composizione di To Record Only Water for Ten Days; molte di queste tracce, infatti, risultano incomplete o non mixate alla perfezione. Originariamente le canzoni non avevano neanche nomi, visto che giravano già su Internet con differenti titoli. Il nome dell'album fu addirittura deciso attraverso una votazione online che seguì questo risultato: From the Sounds Inside (36%), 2001 Internet Album (35%), Live Above Hell (29%).
Le canzoni So Would Have I, Saturation, Beginning Again, Leave All The Days Behind e Fallout appaiono nelle versioni definitive in To Record Only Water for The Days (5 e 19), nel singolo di Going Inside (1 e 15) e nella SoundTrack di The Brown Bunny (11 e 16).

## Tracce
1. So Would Have I (a.k.a. So Would've I) – 2:09
2. Three Thoughts – 3:25
3. I Go Through These Walls – 1:54
4. "Murmur" – 1:57
5. Saturation (versione non masterizzata) – 3:03
6. Interstate Sex – 4:38
7. Dying (I Don't Mind) – 2:11
8. The Battle of Time – 2:21
9. With Love – 1:47
10. I Will Always Be Beat Down – 2:02
11. Fallout (versione non masterizzata) – 2:10
12. Penetrate Time (a.k.a. Lou Bergs or Low Birds a.k.a. Purity) – 2:42
13. Slow Down – 3:00
14. Nature Falls – 1:56
15. Beginning Again – 2:09
16. Leave All the Days Behind (a.k.a. Cut Myself Out) – 1:56
17. Place to Drive – 1:32
18. How High – 1:02
19. Fallout (Demo) – 2:12
20. Leaving You – 1:04
21. Sailing Outdoors – 1:31